# 朱芝坦
新城王朱芝坦（15世紀—1515年），明朝唐宪王朱琼炟的庶第四子，成化九年（1473年）封为新城王，成化十三年（1477年）娶南城兵马副指挥夏宣的女儿为妃。朱芝坦性格残暴，游戏无度，对部下施以炮烙之刑，弘治十三年（1500年）因罪革爵，国除，发往凤阳高墙监禁，儿子朱弥镜也因为助纣为虐被废。正德十年（1515年）朱芝坦去世，儿子早卒。